# 胡順謙
胡順謙，OMB (1941年—)，生於澳門，機電冷凍工程夜專校畢業。為澳門胡氏集团主席。

## 現任職務
- 澳門濠江中學校董
- 澳門鏡湖醫院慈善會副理事長
- 澳門的士司機互助會永遠榮譽會長
- 澳門中華總商會會董
- 澳門鏡湖醫院慈善會會董
- 同善堂值理
- 澳門坊眾學校校董會主席
- 澳門培道中學、廣大中學校董
- 培正中學名譽校監
- 坦洲醫院名譽院長
- 中華民族文化促進會常務理事
- 中國老年基金會顧問
- 廣東省第七、八屆政協委員

## 榮譽
- 1995年榮獲葡國總統頒授的公民功績司令級勋章。

## 外部連結
- 濠江中學2001-2005年度校董會名單(副董事長胡順謙) （页面存档备份，存于）